# Râul Ulmul, Almaș
Râul Ulmul este un curs de apă, afluent al râului Almaș. 

## Hărți
- Parcul Vânători-Neamț